# Wujia (köping i Kina, Inre Mongoliet)
Wujia (kinesiska: 五家, 五家镇) är en köping i Kina. Den ligger i den autonoma regionen Inre Mongoliet, i den norra delen av landet, omkring 640 kilometer öster om regionhuvudstaden Hohhot. Antalet invånare är 16576. Befolkningen består av 8 164 kvinnor och 8 412 män. Barn under 15 år utgör 14,0 %, vuxna 15-64 år 75 %, och äldre över 65 år 10,0 %.
Genomsnittlig årsnederbörd är 625 millimeter. Den regnigaste månaden är juni, med i genomsnitt 162 mm nederbörd, och den torraste är januari, med 2 mm nederbörd.